# Marc Duret

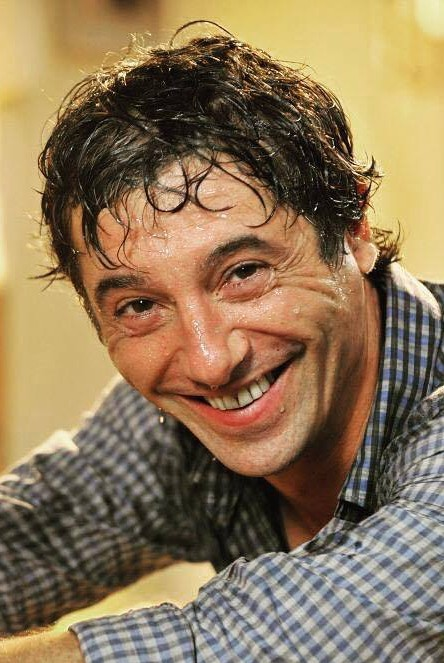
Marc Duret (2016)

Marc Duret (* 28. September 1957 in Nizza) ist ein französischer Schauspieler.

## Leben
Marc Duret wurde 1957 im südfranzösischen Nizza geboren. Als Teenager stotterte er und begann auf Empfehlung seiner Mutter mit Schauspielunterricht. Er trat zunächst am Theater auf und entschied sich später für eine Karriere als Schauspieler. Er absolvierte seine professionelle Ausbildung am Conservatoire national in Nizza, am Conservatoire national supérieur d’art dramatique in Paris, dem Rose Brudford College in London, dem Drama Department der University at Albany in Albany, New York, und am Stella Adler Conservatory in New York City.
Ab Anfang der 1980er Jahre übernahm er erste Rollen in Film- und Fernsehproduktionen. Bekannt wurde Duret durch seine Rolle als Roberto an der Seite von Jean Reno in Luc Bessons Tauchfilm Im Rausch der Tiefe. 1990 arbeitete er erneut mit Reno unter Bessons Regie im Agentenfilm Nikita zusammen. Diese Rolle brachte ihm beim César 1991 eine Nominierung als Bester Nachwuchsdarsteller ein.
In Jan Kounens Kriminalfilm Dobermann übernahm Duret 1997 die Rolle des Inspecteur Baumann. In der international koproduzierten Fernsehserie Borgia verkörperte Duret von 2011 bis 2014 Kardinal Guillaume Briçonnet.

## Filmografie (Auswahl)
- 1981: Eine schwarze Robe für den Mörder (Une robe noire pour un tueur)
- 1982: Jules et Juju (Fernsehfilm)
- 1982: Am Rande des Abgrunds (Five Days One Summer)
- 1988: Im Rausch der Tiefe (Le grand bleu)
- 1989: The Man Who Lived at the Ritz (Fernsehfilm)
- 1990: Nikita
- 1991: Dead Face – Fäuste der Gewalt (L'homme au masque d'or)
- 1993: Alle lieben Mathilde (Faut-il aimer Mathilde?)
- 1993: Tout va bien dans le service (Fernsehfilm)
- 1993: Anges ou démons? (Fernsehfilm)
- 1995: Va mourire
- 1995: La voix de l'araignée
- 1995: Hass (La Haine)
- 1995: Les grandes personnes (Fernsehfilm)
- 1996: L'embellie (Fernsehfilm)
- 1996: Der Unhold (The Ogre)
- 1997: Tortilla y cinema
- 1997: Cannes Man
- 1997: Dobermann
- 1997: Héroïnes
- 1998: Micro climat (Fernsehfilm)
- 1999: Les grandes bouches
- 2000: Fugues (Fernsehfilm)
- 2000: Code: unbekannt (Code inconnu: Récit incomplet de divers voyages)
- 2000: Le lycée (Fernsehserie, 6 Episoden)
- 2001: Le bal des pantins
- 2001: Ma vie en l'air (Fernsehfilm)
- 2002: Mille millièmes
- 2003: La maîtresse du corroyeur (Fernsehfilm)
- 2003: Zu schön zum Sterben (Corps à corps)
- 2003: Une deuxième chance (Fernsehfilm)
- 2004: Bien agités! (Fernsehfilm)
- 2005: Virgil
- 2006: Mariés... ou presque (Fernsehfilm)
- 2008: Endlich Vater (Comme les autres)
- 2009: Action spéciale douanes (Fernsehserie, 6 Episoden)
- 2009–2011 Les toqués (Fernsehserie, 5 Episoden)
- 2010: Ahmed Gassiaux
- 2010: Le 3e jour (Fernsehfilm)
- 2011–2012: Week-end chez les Toquées (Fernsehserie, 5 Episoden)
- 2011–2014: Borgia (Fernsehserie, 7 Episoden)
- 2012: Arrête de pleurer Pénélope
- 2012: Praschan Requiem
- 2015: Napoléon: La Campagne de Russie (Miniserie, 2 Episoden)
- 2015: L'esigenza di unirmi ogni volta con te
- 2016: La Face (Fernsehfilm)
- 2016: Outlander (Fernsehserie, 3 Episoden)
- 2018: Les Tuche 3
- 2020: De l'Autre Côté (Fernsehfilm)
- 2020: They Were Ten (Ils étaient dix, Miniserie, 2 Episoden)
- 2024: Franklin (Miniserie)